# Judit Varga (femme politique)
Pour les articles homonymes, voir Judit Varga.
Dans le nom hongrois Varga Judit, le nom de famille précède le prénom, mais cet article utilise l’ordre habituel en français Judit Varga, où le prénom précède le nom.
Judit Varga, née le 10 septembre 1980 à Miskolc, est une juriste et femme politique hongroise. Elle est ministre de la Justice entre 2019 et 2023, au sein des gouvernements de Viktor Orbán.

## Biographie

### Études et carrière professionnelle
Née le 10 septembre 1980 à Miskolc,, Judit Varga est la fille d'un directeur d'hôtel, également membre de la police politique communiste. 
Elle fréquente le lycée Avasi à Miskolc à partir de 1993. En 1999, elle commence des études de droit à l'université de Miskolc, qu'elle achève summa cum laude en 2004. Elle est alors vice-présidente de l'antenne de Miskolc de l’Association européenne des étudiants en droit. Dans le cadre du programme Erasmus, elle intègre l'université des sciences appliquées de Nürtingen en 2003. Après avoir terminé ses études, elle travaille pour des cabinets d'avocats à Budapest et de 2006 à 2009 au tribunal de district de Pest. En 2009, elle réussit l'examen du barreau. Elle est polyglotte.

### Carrière politique

#### Attachée parlementaire (2009-2018)
De 2009 à 2018, elle est conseillère politique auprès de plusieurs membres du Parlement européen, de 2009 à 2012 au bureau de János Áder, de 2012 à 2014 pour Erik Bánki et à partir de 2014 pour György Hölvényi.

#### Ministre dans les cabinets Orban (2018-2023)
En juin 2018, elle est nommée secrétaire d'État aux Relations avec l'Union européenne (UE). Le 12 juillet 2019, dans le cabinet Orbán IV, elle succède à László Trócsányi comme ministre de la Justice, ce dernier ayant été élu député européen. Avec la nomination de Judit Varga au poste de ministre, les ordres du jour de l'Union européenne passent au ministère de la Justice. Très loyale à Viktor Orban, elle s'investit particulièrement pour défendre les positions du gouvernement le plus eurosceptique des États membres de l'UE.
En janvier 2021, elle évoque la possibilité de sanctionner les « géants » des réseaux sociaux en ligne pour ce qu'elle a appelé des « abus systématiques » de la liberté d'expression. Cette annonce s'inscrit dans une vague croissante de critiques, dans laquelle certains responsables gouvernementaux hongrois se plaignent de ce qu'ils ont décrit comme les efforts des entreprises de médias sociaux, y compris Facebook, pour limiter les opinions conservatrices sur leurs plateformes. Judit Varga a déclaré que la question devrait être réglementée au niveau de l'Union européenne, mais qu'en raison des abus systématiques, une action plus rapide pourrait être nécessaire.
En décembre 2021, la Cour constitutionnelle hongroise rejette un recours qu'elle avait déposé en février de la même année contre la primauté du droit européen.
En 2022, alors que la Hongrie est l'objet de critiques de la part de l'UE en ce qui concerne respect de l'État de droit, Judit Varga considère qu'il s'agit d'une manière de sanctionner le pays pour ses choix conservateurs en matière de politique familiale et d'immigration, cela afin « d'imposer une politique progressiste ». Tandis que des fonds européens sont bloqués, elle est chargée de convaincre les capitales européennes que la Hongrie a entamé des réformes.
Avec la présidente Katalin Novák, elle est l'une des deux principales figures féminines de la Hongrie d'Orban, là où les femmes qui font de la politique doivent en parallèle montrer qu'elles assument des fonctions maternelles. Lors de son mandat, est la seule femme du gouvernement. Judit Varga n'hésite ainsi pas à mettre en avant sa famille sur les réseaux sociaux.
Son mandat ministériel est émaillé par son rôle dans l'utilisation du logiciel espion Pegasus, visant à pirater les téléphones de responsables politiques et de journalistes. Elle a également été fragilisée par le procès en cours de son ancien vice-ministre Pál Völner, qui avait démissionné fin 2021 à la suite d'allégations de corruption.
En juillet 2023, elle démissionne du gouvernement en vue d'être tête de liste du Fidesz aux élections européennes de juin 2024. Cependant, elle annonce son retrait de la vie politique en février 2024, lorsqu'il est révélé qu'elle a, en tant que ministre de la Justice, donné son aval à la grâce d'un condamné dans une affaire de pédocriminalité de la part de la présidente Katalin Novák, qui démissionne de son côté.

## Vie privée
Mariée à Péter Magyar, un avocat et diplomate, elle est mère de trois enfants.